# Tuhelj
Tuhelj est un village et une municipalité située dans le comitat de Krapina-Zagorje, en Croatie. Au recensement de 2001, la municipalité comptait 2 191 habitants, dont 98,81 % de Croates et le village seul comptait 216 habitants.
Tuhelj est réputé pour sa station thermale.

## Localités
La municipalité de Tuhelj compte 11 localités :
- Banska Gorica
- Črešnjevec
- Glogovec Zagorski
- Lenišće
- Lipnica Zagorska
- Pristava
- Prosenik
- Sveti Križ
- Trsteno
- Tuhelj
- Tuheljske Toplice